# Darwin Núñez
Darwin Gabriel Núñez Ribeiro (* 24. června 1999 Artigas) je uruguayský profesionální fotbalista, který hraje za saúdskoarabský klub Al Hilal FC a za uruguayský národní tým.
Núñez je odchovancem uruguayského klubu CA Peñarol, do jehož A-týmu se dostal v roce 2017. V srpnu 2019 se připojil k španělskému druholigovému klubuUD Almería. Benfica jej v roce 2020 odkoupila za 24 milionů euro, čímž se stal nejdražší posilou v historii portugalského fotbalu.
Núñez byl poprvé povolán do uruguayské reprezentace v říjnu 2019 a při svém debutu skóroval do sítě Peru.

## Klubová kariéra

### Peñarol
Núñez, který se narodil ve městě Artigas, se dostal do akademie Peñarolu ve věku 14 let v roce 2013.
Núñez debutoval 22. listopadu 2017, když v druhém poločase ligového zápasu proti River Plate Montevideo vystřídal Maxiho Rodrígueze.
Núñez vstřelil svůj první gól ve své kariéře 13. října 2018, když otevřel skóre při výhře 2:0 nad Centro Atlético Fénix. 14. července 2019 zaznamenal hattrick do sítě Bostonu River.

### Almería
Dne 29. srpna 2019 přestoupil za 13 miliónů euro do španělského klubu UD Almería, který hrál Segunda División. V klubu podepsal pětiletou smlouvu. Svůj klubový debut si odbyl 3. října, když nastoupil do druhého poločasu ligového utkání proti Sportingu de Gijón. 27. října 2019 se poprvé objevil v základní sestavě a při výhře 3:2 nad Extremadura UD vstřelil svůj první gól za Amleríi, když proměnil pokutový kop. V sezóně 2019/20 vstřelil 16 ligových branek a byl čtvrtým nejlepším střelcem soutěže.

### Benfica
Dne 4. září 2020 přestoupil Núñez do portugalské Benficy Lisabon za částku okolo 24 milionu euro, čímž se stal nejdražší posilou v historii portugalského fotbalu. Stal se také nejdražším odchodem z Almeríe a ze Segunda División v historii. O jedenáct dní později v klubu debutoval, a to při prohře 2:1 proti PAOKu Soluň ve třetím předkole Ligy mistrů UEFA.
Dne 22. října vstřelil první branky v dresu Benficy. Jednalo se o hattrick do sítě polského Lechu Poznań při vítězství 4:2 v zápase základní skupiny Evropské ligy UEFA. O čtyři dny později vstřelil i svůj první gól v Primeira Lize, a to v zápase proti Belenenses.

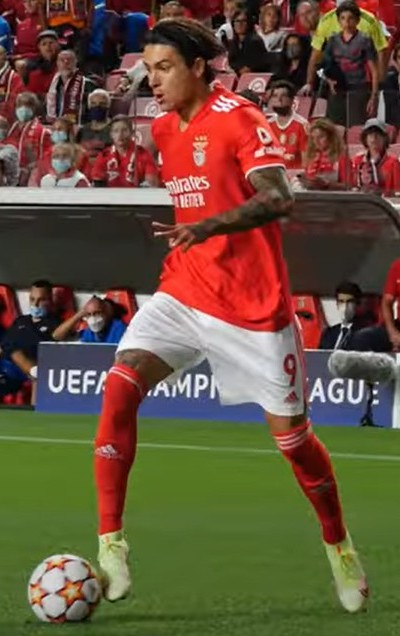
Núñez v dresu Benficy (2021)

V sezóně 2020/21 vstřelil 6 ligových branek a přidal deset asistencí (druhý nejlepší nahrávač v lize) a pomohl Benfice k třetímu místu v lize a k postupu do třetího předkola Ligy mistrů.
V květnu 2021 podstoupil Núñez operaci kolene, kvůli které vynechal první měsíce nové sezóny. Na hřiště se vrátil 21. srpna, když nastoupil na 20 minut utkání proti Gil Vicente. V září 2021 byl zvolen nejlepším hráčem měsíce portugalské Primeira Ligy. 29. září vstřelil své první branky v Lize mistrů, když dvěma góly pomohl k výhře 3:0 nad španělskou Barcelonou.
Dne 27. listopadu vstřelil tři branky do sítě Belenenses. Domácí kvůli nákaze koronavirem nastoupili do utkání v devíti, do pole přitom musel i jeden z brankářů, do druhého dějství však přišli už pouze v sedmi, navíc se zranil náhradní brankář v poli, proto musel být duel za stavu 7:0 pro hosty předčasně ukončený. 12. prosince zaznamenal další hattrick, tentokráte se třikrát prosadil do sítě Famalicãa při výhře 4:1. Stal se tak sedmým hráčem v historii soutěže, kterému se podařilo dát hattrick ve dvou po sobě jdoucích zápasech. O tři dny později vstřelil dvě branky při výhře 3:0 nad Sporting da Covilhã, a pomohl tak Benfice k postupu do semifinále Taça da Liga.
Dne 27. února vstřelil Núñez svůj 20. ligový gól v sezóně (ve 20. zápase), a to při výhře 3:0 nad Vitória de Guimarães. 15. března, v odvetném zápase osmifinále Ligy mistrů, vstřelil Núñez jediný gól zápasu proti Ajaxu, a zajistil tak klubu postup do čtvrtfinále.

### Liverpool
V létě 2022 přestoupil Núñez do anglického Liverpoolu za částku okolo 80 milionů euro. V klubu podepsal pětiletý kontrakt.

## Reprezentační kariéra
Núñez byl poprvé povolán do uruguayské reprezentace na přátelské zápasy proti Kostarice a Spojeneným státům americkým v září 2019. Svůj reprezentační debut si odbyl až 16. října při v zápase proti Peru. Na hřiště se dostal v 75. minutě a svůj první reprezentační gól vstřelil o pět minut později.
V červnu 2021 byl Núñez nominován na závěrečný turnaj Copa América 2021 v Brazílii. Kvůli zranění kolena však do turnaje nezasáhl.

## Statistiky

### Klubové
K 15. březnu 2022
| Klub    | Sezóna  | Liga             | Liga   | Liga | Národní pohár | Národní pohár | Ligový pohár | Ligový pohár | Kontinentální pohár | Kontinentální pohár | Ostatní | Ostatní | Celkem | Celkem |
| Klub    | Sezóna  | Liga             | Zápasy | Góly | Zápasy        | Góly          | Zápasy       | Góly         | Zápasy              | Góly                | Zápasy  | Góly    | Zápasy | Góly   |
| ------- | ------- | ---------------- | ------ | ---- | ------------- | ------------- | ------------ | ------------ | ------------------- | ------------------- | ------- | ------- | ------ | ------ |
| Peñarol | 2017    | Primera División | 1      | 0    | —             | —             | —            | —            | 0                   | 0                   | 0       | 0       | 1      | 0      |
| Peñarol | 2018    | Primera División | 10     | 1    | —             | —             | —            | —            | 2                   | 0                   | 1       | 0       | 13     | 1      |
| Peñarol | 2019    | Primera División | 3      | 3    | —             | —             | —            | —            | 5                   | 0                   | 0       | 0       | 8      | 3      |
| Peñarol | Celkem  | Celkem           | 14     | 4    | 0             | 0             | 0            | 0            | 7                   | 0                   | 1       | 0       | 22     | 4      |
| Almería | 2019/20 | Segunda División | 30     | 16   | 0             | 0             | —            | —            | —                   | —                   | 2       | 0       | 32     | 16     |
| Benfica | 2020/21 | Primeira Liga    | 29     | 6    | 4             | 3             | 2            | 0            | 8                   | 5                   | 1       | 0       | 44     | 14     |
| Benfica | 2021/22 | Primeira Liga    | 22     | 20   | 2             | 0             | 1            | 2            | 8                   | 4                   | —       | —       | 33     | 26     |
| Benfica | Celkem  | Celkem           | 51     | 26   | 6             | 3             | 3            | 2            | 16                  | 9                   | 1       | 0       | 77     | 40     |
| Celkem  | Celkem  | Celkem           | 95     | 46   | 6             | 3             | 3            | 2            | 23                  | 9                   | 4       | 0       | 131    | 60     |

### Reprezentační
K 1. únoru 2022
| Uruguay | Uruguay | Uruguay |
| Rok     | Zápasy  | Góly    |
| ------- | ------- | ------- |
| 2019    | 1       | 1       |
| 2020    | 3       | 1       |
| 2021    | 2       | 0       |
| 2022    | 2       | 0       |
| Celkem  | 8       | 2       |

#### Reprezentační góly
Skóre a výsledky Uruguaye jsou vždy zapisovány jako první.
| Gól | Datum              | Místo                                                          | Soupeř   | Skóre | Výsledek | Soutěž                                |
| --- | ------------------ | -------------------------------------------------------------- | -------- | ----- | -------- | ------------------------------------- |
| 1.  | 16, října 2019     | Estadio Nacional, Lima, Peru                                   | Peru     | 1:1   | 1:1      | Přátelský zápas                       |
| 2.  | 13. listopadu 2020 | Estadio Metropolitano Roberto Meléndez, Barranquilla, Kolumbie | Kolumbie | 3:0   | 3:0      | Kvalifikace na Mistrovství světa 2022 |

## Ocenění

### Klubové

#### Peñarol
- Primera División: 2017, 2018

### Individuální
- Hráč měsíce Primeira Ligy: září 2021[32]